# Campeonato Mundial de Esportes Aquáticos de 1978
O Campeonato Mundial de Esportes Aquáticos de 1978 foi a terceira edição do Campeonato Mundial de Esportes Aquáticos. Foi realizado na cidade de Berlim Ocidental de 20 a 28 de agosto.

## Esportes
- Nado Sincronizado
- Natação
- Pólo Aquático
- Saltos Ornamentais

## Quadro de Medalhas
| #  | País               | Gold. | Silver. | Bronze. | Total |
| -- | ------------------ | ----- | ------- | ------- | ----- |
| 1  | Estados Unidos     | 23    | 14      | 7       | 44    |
| 2  | União Soviética    | 6     | 4       | 6       | 16    |
| 3  | Canadá             | 3     | 1       | 5       | 9     |
| 4  | Austrália          | 2     | 0       | 0       | 2     |
| 5  | Alemanha Oriental  | 1     | 10      | 4       | 15    |
| 6  | Alemanha Ocidental | 1     | 2       | 4       | 7     |
| 7  | Itália             | 1     | 0       | 1       | 2     |
| 8  | Japão              | 0     | 2       | 1       | 3     |
| 9  | Hungria            | 0     | 1       | 2       | 3     |
| 10 | Iugoslávia         | 0     | 1       | 1       | 2     |
| 11 | Noruega            | 0     | 1       | 0       | 1     |
|    | Nova Zelândia      | 0     | 1       | 0       | 1     |
| 13 | Reino Unido        | 0     | 0       | 2       | 2     |
|    | Suécia             | 0     | 0       | 2       | 2     |
| 15 | Brasil             | 0     | 0       | 1       | 1     |
|    | Dinamarca          | 0     | 0       | 1       | 1     |

## Resultados

### Natação
Masculino
| Evento          | Ouro                                                                               | Prata                                                                                 | Bronze                                                                                 |
| 100 m Livre     | David McCagg Estados Unidos 50,24 CR                                               | Jim Montgomery Estados Unidos 50,73                                                   | Klaus Steinbach Alemanha Ocidental 50,79                                               |
| 200 m Livre     | Billy Forrester Estados Unidos 1:51,02 CR                                          | Rowdy Gaines Estados Unidos 1:51,10                                                   | Sergei Kopliakov URSS 1:51,33                                                          |
| 400 m Livre     | Vladimir Salnikov URSS 3:51,94 CR                                                  | Jeff Float Estados Unidos 3:53,42                                                     | Billy Forrester Estados Unidos 3:53,97                                                 |
| 1.500 m Livre   | Vladimir Salnikov URSS 15:03,99 CR                                                 | Borut Petric Iugoslávia 15:20,77                                                      | Bobby Hackett Estados Unidos 15:23,38                                                  |
| 100 m Costas    | Bob Jackson Estados Unidos 56,36 CR                                                | Peter Rocca Estados Unidos 56,69                                                      | Rômulo Arantes Brasil 58,01                                                            |
| 200 m Costas    | Jesse Vassallo Estados Unidos 2:02,16                                              | Gary Hurring Nova Zelândia 2:03,71                                                    | Zoltán Verrasztó Hungria 2:03,90                                                       |
| 100 m Peito     | Walter Kusch Alemanha Ocidental 1:03,56 CR                                         | Graham Smith Canadá 1:03,60                                                           | Gerald Mörken Alemanha Ocidental 1:03,62                                               |
| 200 m Peito     | Nick Nevid Estados Unidos 2:18,37                                                  | Arsen Miskarov URSS 2:18,42                                                           | Walter Kusch Alemanha Ocidental 2:20,16                                                |
| 100 m Borboleta | Joe Bottom Estados Unidos 54,30                                                    | Greg Jagenburg Estados Unidos 55,26                                                   | Pär Arvidsson Suécia 55,38                                                             |
| 200 m Borboleta | Mike Bruner Estados Unidos 1:59,38 CR                                              | Steve Gregg Estados Unidos 1:59,80                                                    | Roger Pyttel Alemanha Oriental 2:01,22                                                 |
| 200 m Medley    | Graham Smith Canadá 2:03,65 WR                                                     | Jesse Vassallo Estados Unidos 2:04,99                                                 | Aleksandr Sidorenko URSS 2:05,29                                                       |
| 400 m Medley    | Jesse Vassallo Estados Unidos 4:20,05 WR                                           | Sergey Fesenko URSS 4:22,29                                                           | András Hargitay Hungria 4:27,04                                                        |
| 4x100 m Livre   | Estados Unidos 3:19,74 WR Jack Babashoff Rowdy Gaines Jim Montgomery David McCagg  | Alemanha Ocidental 3:26,65 Andreas Schmidt Ulrich Temps Peter Knust Klaus Steinbach   | Suécia 3:26,95 Per Holmertz Dan Larsson Per-Ola Quist Per-Alvar Magnusson              |
| 4x200 m Livre   | Estados Unidos 7:20,82 WR Bruce Furniss Billy Forrester Bobby Hackett Rowdy Gaines | União Soviética 7:28,41 Sergey Rusin Andrey Krylov Vladimir Salnikov Sergey Kopliakov | Alemanha Ocidental 7:33,29 Andreas Schmidt Peter Knust Karsken Lippmann Frank Wennmann |
| 4x200 m Medley  | Estados Unidos 3:44,63 CR Bob Jackson Nick Nevid Joe Bottom David McCagg           | Alemanha Ocidental 3:48,58 Klaus Steinbach Walter Kusch Michael Kraus Andreas Schmidt | Reino Unido 3:49,06 Gary Abraham Duncan Goodhew John Mills Martin Smith                |

Feminino
| Evento          | Ouro                                                                                    | Prata                                                                                | Bronze                                                                               |
| 100 m Livre     | Barbara Krause Alemanha Oriental 55,68 CR                                               | Lene Jenssen Noruega 56,82                                                           | Larisa Tsereva URSS 56,85                                                            |
| 200 m Livre     | Cynthia Woodhead Estados Unidos 1:58,53 WR                                              | Barbara Krause Alemanha Oriental 1:59,78                                             | Larisa Tsereva URSS 2:01,76                                                          |
| 400 m Livre     | Tracey Wickham Austrália 4:06,28 WR                                                     | Cynthia Woodhead Estados Unidos 4:07,15                                              | Kim Linehan Estados Unidos 4:07,73                                                   |
| 800 m Livre     | Tracey Wickham Austrália 8:24,94 CR                                                     | Cynthia Woodhead Estados Unidos 8:29,35                                              | Kim Linehan Estados Unidos 8:32,60                                                   |
| 100 m Costas    | Linda Jezek Estados Unidos 1:02,55 CR                                                   | Birgit Treiber Alemanha Oriental 1:03,18                                             | Cheryl Gibson Canadá 1:03,43                                                         |
| 200 m Costas    | Linda Jezek Estados Unidos 2:11,93 WR                                                   | Birgit Treiber Alemanha Oriental 2:14,07                                             | Cheryl Gibson Canadá 2:14,23                                                         |
| 100 m Peito     | Julia Bogdanova URSS 1:10,31 WR                                                         | Tracy Caulkins Estados Unidos 1:10,77                                                | Margaret Kelly Reino Unido 1:11,99                                                   |
| 200 m Peito     | Lina Kačiušytė URSS 2:31,42 WR                                                          | Julia Bogdanova URSS 2:32,69                                                         | Susanne Nielsson Dinamarca 2:33,60                                                   |
| 100 m Borboleta | Joan Pennington Estados Unidos 1:00,20 CR                                               | Andrea Pollack Alemanha Oriental 1:00,26                                             | Wendy Quirk Canadá 1:01,82                                                           |
| 200 m Borboleta | Tracy Caulkins Estados Unidos 2:09,87 WR                                                | Nancy Hogshead Estados Unidos 2:11,30                                                | Andrea Pollack Alemanha Oriental 2:12,63                                             |
| 200 m Medley    | Tracy Caulkins Estados Unidos 2:14,07 WR                                                | Joan Pennington Estados Unidos 2:14,98                                               | Ulrike Tauber Alemanha Oriental 2:15,99                                              |
| 400 m Medley    | Tracy Caulkins Estados Unidos 4:40,83 WR                                                | Ulrike Tauber Alemanha Oriental 4:47,52                                              | Petra Schneider Alemanha Oriental 4:48,56                                            |
| 4x100 m Livre   | Estados Unidos 3:43,43 WR Tracy Caulkins Stephanie Elkins Jill Sterkel Cynthia Woodhead | Alemanha Oriental 3:47,37 Heike Witt Caren Metschuck Barbara Krause Petra Priemer    | Canadá 3:49,59 Gail Amundrud Nancy Garapick Sue Sloan Wendy Quirk                    |
| 4x100 m Medley  | Estados Unidos 4:08,21 CR Linda Jezek Tracy Caulkins Joan Pennington Cynthia Woodhead   | Alemanha Oriental 4:09,13 Birgit Treiber Ramona Reinke Andrea Pollack Barbara Krause | União Soviética 4:14,91 Elena Kruglova Julia Bogdanova Irina Aksenova Larisa Tsereva |

Legenda
| Recorde mundial       | Recorde mundial (World record)               |                       | Recorde africano                      | Recorde africano (African) |                                           | Q | Classificado por posição (Qualified) |
| Recorde do campeonato | Recorde do campeonato (Championship record)  | Recorde da América    | Recorde da América (Americas)         | q                          | Classificado por melhor tempo (Qualified) |   |                                      |
| Melhor marca do ano   | Melhor marca do ano (World leading)          | Recorde asiático      | Recorde asiático (Asian)              | DNS                        | Não largou (Did not start)                |   |                                      |
| Recorde nacional      | Recorde nacional (National record)           | Recorde europeu       | Recorde europeu (European)            | DNF                        | Não terminou (Did not finish)             |   |                                      |
| Recorde pessoal       | Recorde pessoal do atleta (Personal best)    | Recorde da Oceania    | Recorde da Oceania (Oceania)          | DSQ / DQ                   | Desclassificado (Disqualified)            |   |                                      |
| Recorde da temporada  | Recorde da temporada do atleta (Season best) | Recorde sul-americano | Recorde sul-americano (South America) | NM                         | Sem marca (No mark)                       |   |                                      |

### Saltos Ornamentais
| Evento                   | Ouro                                    | Prata                                        | Bronze                                      |
| Trampolim 3m Masculino   | Phil Boggs Estados Unidos 913,95 pts    | Falk Hoffmann Alemanha Oriental 873,33 pts   | Giorgio "Franco" Cagnotto Itália 845,51 pts |
| Plataforma 10m Masculino | Greg Louganis Estados Unidos 844,11 pts | Falk Hoffmann Alemanha Oriental 836,76 pts   | Vladimir Aleynik URSS 813,62 pts            |
| Trampolim 3m Feminino    | Irina Kalinina URSS 691,43 pts          | Cynthia Potter Estados Unidos 643,22 pts     | Jennifer Chandler Estados Unidos 637,41 pts |
| Plataforma 10m Feminino  | Irina Kalinina URSS 412,71 pts          | Martina Jäschke Alemanha Oriental 384,09 pts | Melissa Briley Estados Unidos 364,74 pts    |

### Nado Sincronizado
| Evento  | Ouro                                               | Prata                                           | Bronze                                            |
| Solo    | Helen Vanderburg Canadá 187,849                    | Pam Tryon Estados Unidos 181,499                | Yasuko Unezaki Japão 179,650                      |
| Dueto   | Michelle Calkins & Helen Vanderburg Canadá 183,300 | Masako Fujiwara & Yasuko Fujiwara Japão 181,842 | Michele Barone & Pam Tryon Estados Unidos 180,758 |
| Equipes | Estados Unidos 182,300                             | Japão 181,533                                   | Canadá 177,919                                    |

### Pólo Aquático
Masculino
| Evento    | Ouro   | Prata   | Bronze     |
| Masculino | Itália | Hungria | Iugoslávia |